# Charles François de Bonnay
Charles François de Bonnay (Cossaye, 22 giugno 1750 – Parigi, 25 marzo 1825) è stato un ufficiale, diplomatico e politico francese.

## Biografia
Membro di un'antica e nobile famiglia di marchesi del Nivernais, nel 1765 fu nominato paggio di Luigi XV. Nel 1768 venne nominato sottotenente nell'esercito regio, e nel 1774 fu ammesso alla guardia del corpo del re (compagnia Villeroy) col grado di capitano di cavalleria.
Eletto il 23 marzo 1789 a rappresentare l'aristocrazia negli Stati Generali francesi per il baliaggio del Nivernais e del Donziois, fu ammesso a sedere il 21 luglio in sostituzione del conte di Damas d'Anzley, dimessosi.
Fu tra i firmatari della dichiarazione dei diritti dell'uomo e del cittadino ed in particolare fu l'ispiratore degli articoli 7, 8, 9 e 10.
Eletto presidente dell'Assemblea il 13 aprile 1790, il 5 luglio appoggiò i ministri, in particolare Armand Marc de Montmorin Saint-Hérem, attaccati per aver autorizzato il passaggio delle truppe austriache sul territorio francese, difendendo inoltre le guardie del corpo accusate da Chabroud di aver provocato le rivolte delle giornate del 5 e 6 ottobre 1789. Divenne uno dei collaboratori fissi della rivista Actes des Apôtres, diretta da Jean-Gabriel Peltier. Presiedette la Fête de la Fédération il 14 luglio 1790, suscitando le ire di Mirabeau.
Rieletto presidente nel dicembre 1790, rifiutò la carica.
Al suo ritorno da Varennes, de Bonnay fu accusato di essere stato a conoscenza della fuga del re; si difese con successo, replicando che se il re lo avesse consultato in merito sarebbe stato lui stesso a scoraggiarlo, ma se gli avesse chiesto di seguirlo, si sarebbe affrettato ad obbedire e a morire al suo fianco. Quando Luigi XVI venne privato dal governo del potere esecutivo, de Bonnay dichiarò che non avrebbe più preso parte alle deliberazioni dell'Assemblea.
Lasciò la Francia con il conte di Provenza, ed adempì le funzioni di ministro presso di lui durante il suo soggiorno a Varsavia e poi in Inghilterra.
Nel giugno del 1814, il re lo nominò ministro plenipotenziario a Copenaghen; rimase in tale posizione anche durante i Cento Giorni. Nominato Pari di Francia da Luigi XVIII il 17 agosto 1815, votò per la condanna a morte del maresciallo Ney, venne promosso tenente generale il 31 ottobre 1815 e dal 2 marzo 1816 divenne ministro plenipotenziario a Berlino.
Fu nominato Ministro di Stato e membro del Consiglio Privato del Re nel 1820, nonché Governatore del Castello Reale di Fontainebleau nel 1821. Morì a Parigi il 25 marzo 1825.
Bonnay fu anche l'arguto autore di un poema eroico-comico, La Prize des Annonciades.